# Lost in You
"Lost in You" é o quarto single da banda Three Days Grace, do terceiro álbum de estúdio Life Starts Now, lançado em 2009.
O Single contém, além da faixa "Lost in You", um cover de "The Chain", de Fleetwood Mac.

## Desempenho nas paradas musicais
| Parada musical (2011)                       | Posição |
| ------------------------------------------- | ------- |
| Canadá - Canadian Hot 100                   | 37      |
| Estados Unidos - Rock Songs                 | 19      |
| Estados Unidos - Hot Mainstream Rock Tracks | 8       |
| Estados Unidos - Alternative Songs          | 18      |
| Estados Unidos - Adult Pop Songs            | 39      |